# Xã Yellow Creek, Quận Chariton, Missouri
Xã Yellow Creek (tiếng Anh: Yellow Creek Township) là một xã thuộc quận Chariton, tiểu bang Missouri, Hoa Kỳ. Năm 2010, dân số của xã này là 369 người.